# Henri Gascar

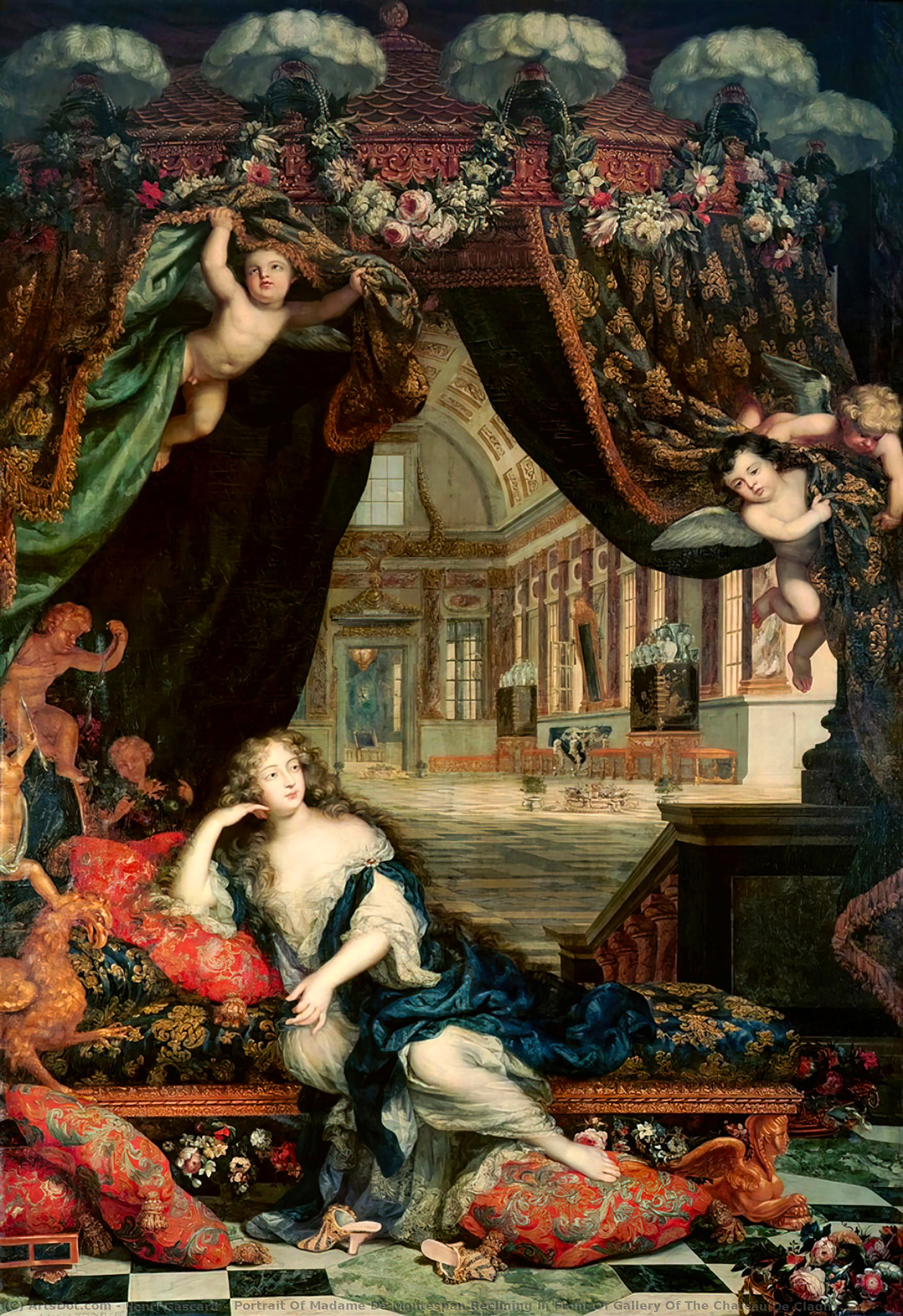
Portrait de Mme de Montespan allongée dans son château de Clagny, vers 1675-1680.

Henri Gascar, ou Gascard ou Gascars (Paris, 1635 - Rome, 1701), est un peintre portraitiste français.
Il a notamment connu un succès artistique en Angleterre pendant le règne de Charles II. Avant de rentrer à Paris, il a peint à la cour de nombreuses femmes influentes, notamment plusieurs maîtresses du roi. Il s'installe ensuite à Rome, jusqu'à la fin de sa vie. 

## Biographie

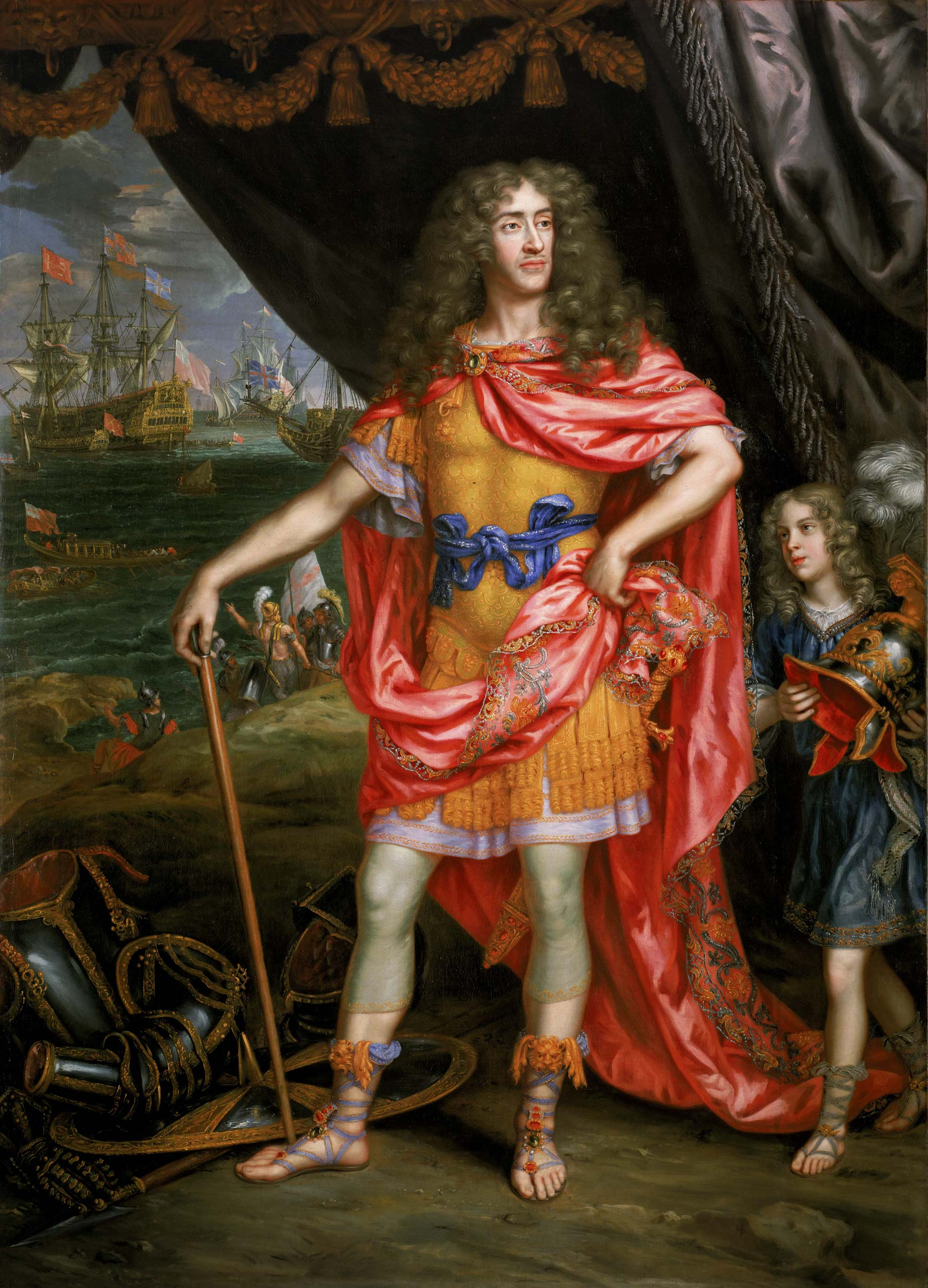
Portrait de Jacques II d'Angleterre vers 1660.

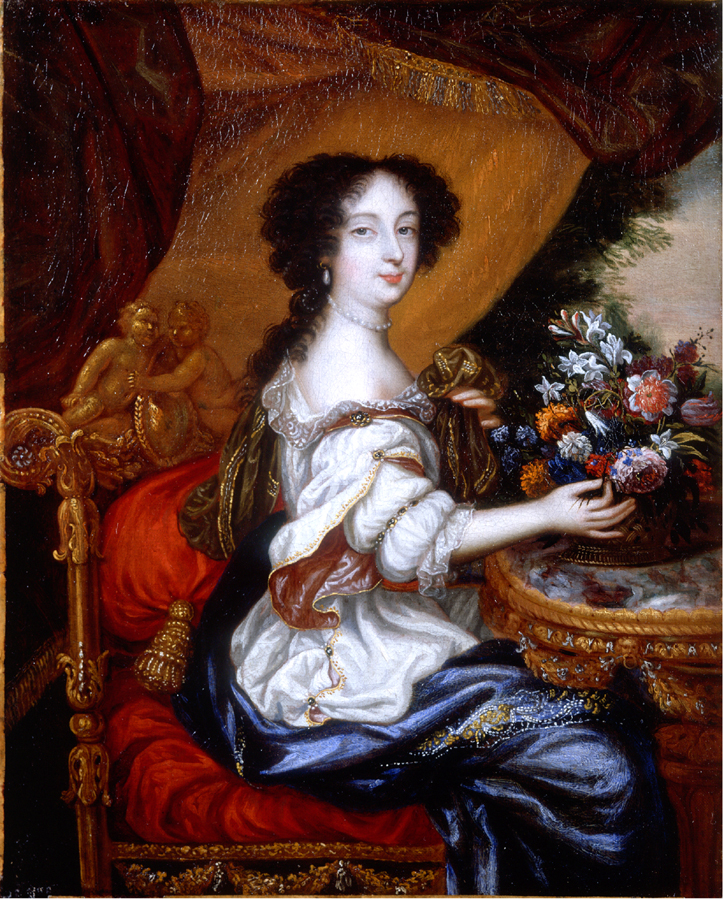
Portrait de Barbara Palmer, première Duchesse de Cleveland.

Henri Gascar est né à Paris en 1635, fils de Pierre Gascar, peintre et sculpteur mineur.  
Gascar arrive en Angleterre vers 1674, probablement à la demande de Louise de Keroualle, la duchesse de Portsmouth, qui est la maîtresse préférée du roi Charles II. 
Gascar (ou Gascard, comme il semble avoir d'abord épelé son nom) est alors déjà connu comme un portraitiste habile ; parmi les portraits déjà peints par lui se trouvait celui de Nicolas de Lafond, auteur de la "Gazette de Hollande", peinte en 1667 et gravée par Peter Lombart.
Le patronage de la duchesse de Portsmouth assure à Gascar un succès rapide en Angleterre. Son style flamboyant, contrastant avec la ferme approche anglaise, semble correspondre à la frivolité de l'époque et il peint de nombreuses dames de la cour de Charles II. Son manque d'attention portée aux détails et à la ressemblance est compensé par les somptueuses draperies et les ornements taillés autour du sujet. Pendant une courte période, il devient à la mode et aurait amassé une fortune de plus de 10 000 £.
Parmi les portraits qu'il a peints pendant son séjour en Angleterre, on peut citer Charles II (gravé par Pieter van der Banck) ; Louise, duchesse de Portsmouth (deux fois - une fois gravée par Étienne Baudet) ; Barbara, duchesse de Cleveland (née Villiers) et sa fille, Barbara FitzRoy ; Charles Lennox, 1er duc de Richmond ; Frances Stewart, duchesse de Richmond ; George FitzRoy, 1er duc de Northumberland ; Nell Gwynne ; Sophia Bulkeley (gravée par Robert Dunkarton) ; Edmund Verney ; et Philip Herbert, 7e comte de Pembroke. Il est indiqué que le portrait nommé en dernier lieu a été fait subrepticement pour Louise, la duchesse de Portsmouth. Un portrait réalisé par Gascar de Jacques II alors que le duc d’York se trouvait dans la collection de ce roi.
Quelque temps avant 1680, il est conscient que son succès est simplement dû à un effet de mode et il se retire à Paris avant que celui-ci ne cesse. Une autre possibilité est qu'il soit parti en raison de la montée des sentiments anti-Français et anti-catholiques en Angleterre après la crise du complot papiste et celle de l'Exclusion Bill.
À son retour à Paris, Gascar est élu membre de l'Académie Royale le 26 octobre 1680. Il se rend ensuite à Rome où il jouit d'une grande réputation et y meurt le 1er janvier 1701, à l'âge de 66 ans.
Il s'y trouve aujourd'hui une de ses œuvres à l'église Santa Maria dei Miracoli (église Sainte-Marie-des-Miracles), dans la chapelle di Sant’Antonio (Chapelle Saint Antoine), première chapelle gauche : le tableau d’autel intitulé Vergine col Bambino, ai suoi piedi i Santi Antonio da Padova e Antonio Abate (Vierge à l’Enfant avec à ses pieds les Saints Antoine de Padoue et Antoine Abbé, huile sur toile, 1698). Il a peint le portrait de Joseph Ferdinand, le jeune fils de Maximilien II, gravé à Munich par Zimmermann. Un certain nombre de gravures en manière noire réalisées à partir de portraits de Gascar, mais ne portant pas le nom du graveur, ont été attribuées à Gascar lui-même. Il n'y a aucune preuve qu'il les ait réellement gravées, mais les inscriptions indiquent le travail d'un non-Anglais. Ils sont intéressants car ils figurent parmi les plus anciens spécimens de gravures dans cette technique réalisées en Angleterre.

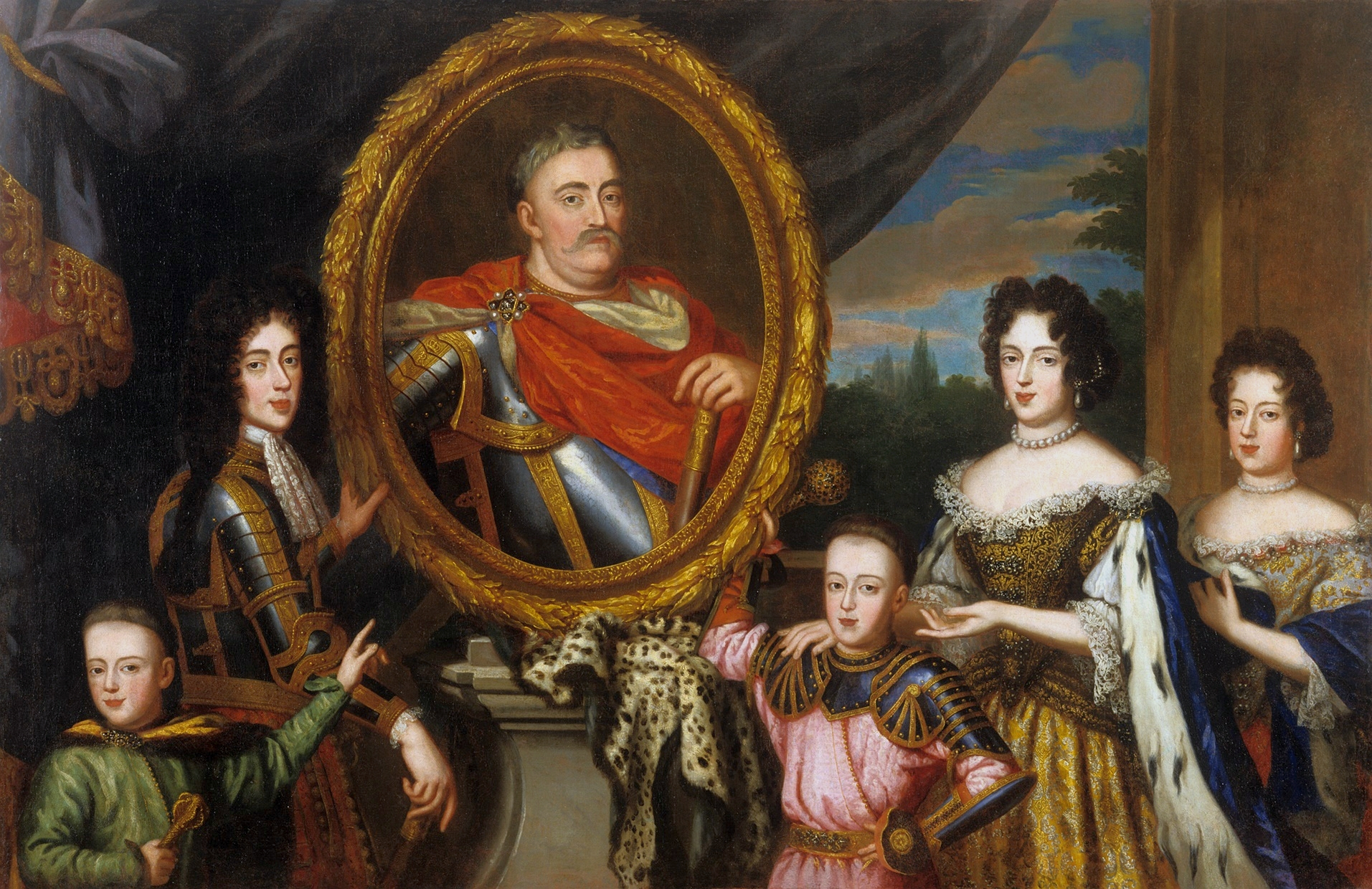
Apothéose de Jean III Sobieski entouré par sa famille, 1691. Château de Wawel, Cracovie.
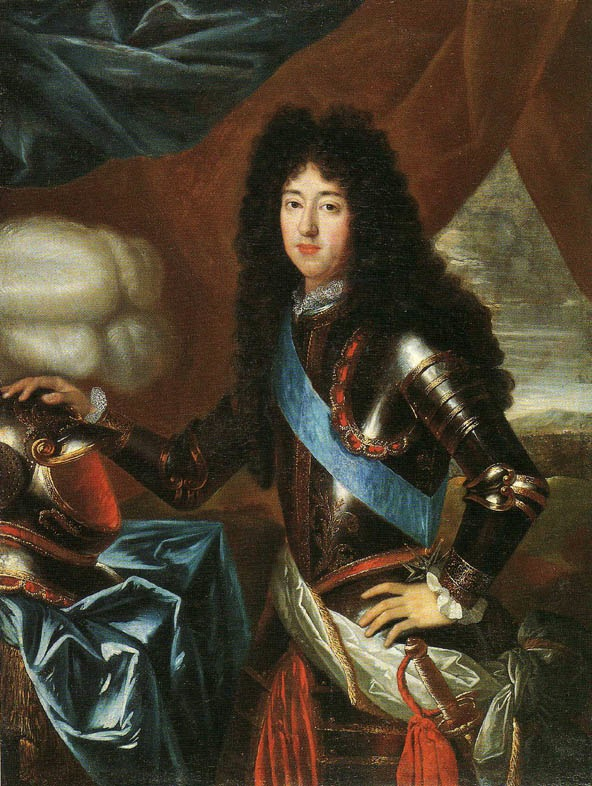
Portrait de Monsieur, musée des Beaux-Arts d'Orléans.
Portrait de Victor Amédée II, duc de Savoie, vers 1690.
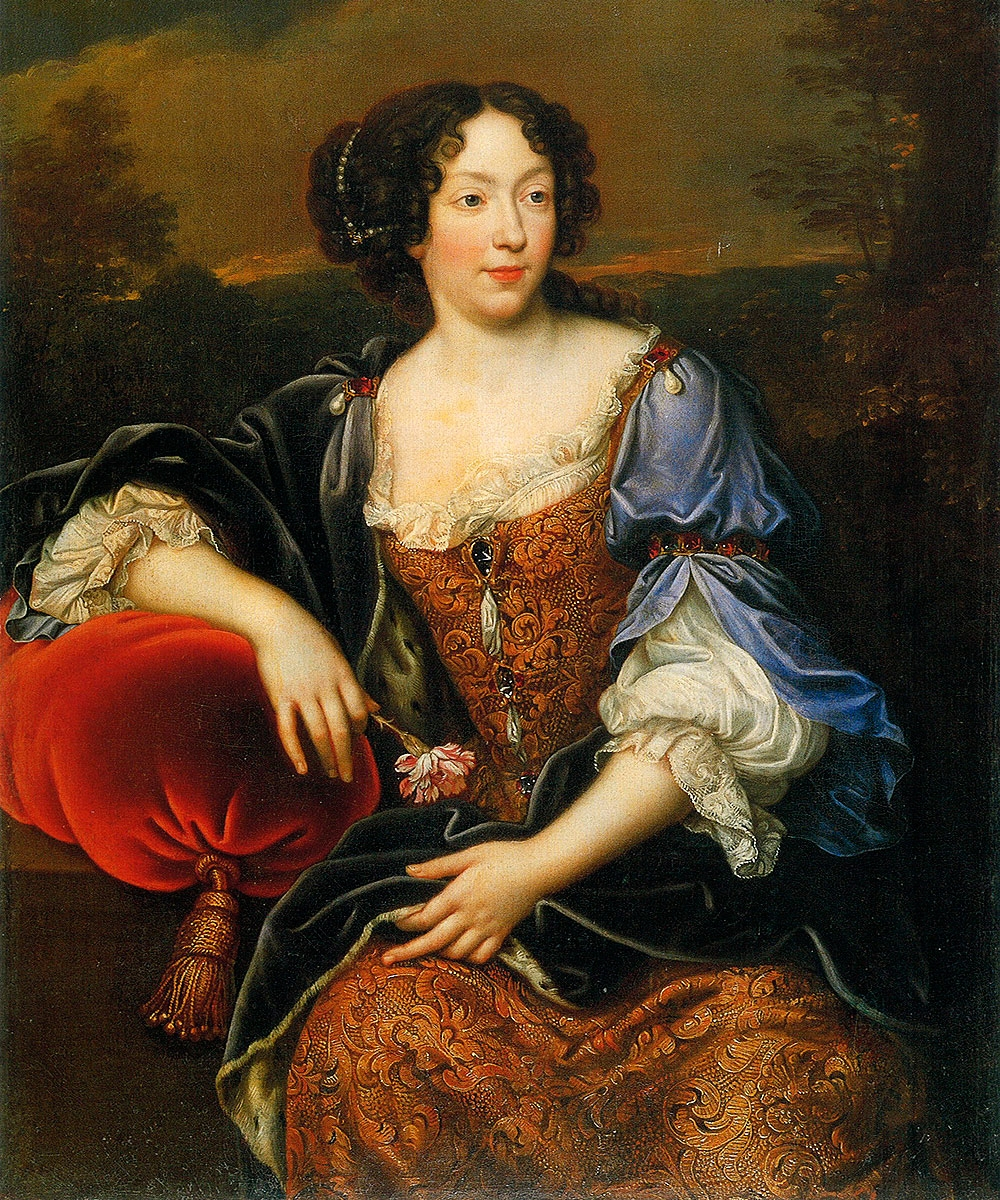
Portrait d'Élisabeth Marguerite d'Orléans (Isabelle d'Orléans). Varsovie.

## Œuvres
- Orléans, musée des Beaux-Arts: Portrait de Philippe d’Orléans (1640-1701), 1677-1681, huile sur toile, 131,8 x 95,6 cm[2]